# François Terby
François Joseph Charles Terby (Leuven, 9 augustus 1846 - aldaar,  20 maart 1911) was een Belgisch astronoom. Hij observeerde en beschreef overwegend de planeet Mars waarover hij een vergelijkende studie van alle historische waarnemingen publiceerde.

## Levensloop
Hij werd geboren als zoon van François Pierre Terby, violist en muziekleraar aan de Leuvense academie. Zijn grootvader Joseph Terby was eveneens violist, had de Leuvense muziekacademie opgericht in 1809 en was in 1833 benoemd tot kapelmeester van de Leuvense Sint-Pieterskerk terwijl zijn oom Joseph theaterdirecteur in Parijs was. Het lag voor de hand dat de jonge François een muziekcarrière zou uitbouwen en op zevenjarige leeftijd begon hij vioolles te volgen. 
Terby volgde het middelbaar onderwijs aan het Leuvense Jozefietencollege waar hij interesse kreeg voor de sterrenkunde. Vervolgens ging hij naar de Leuvense universiteit waar hij in 1868 het doctoraat behaalde in de natuurwetenschappen. Hij werd onderwijzer in zijn geboortestad en was repetitor voor het vak natuurkunde aan de universiteit. In 1881 nam hij ontslag uit zijn functies om zich volledig aan de astronomie te wijden.
Omstreeks 1862, hij was toen amper 16 jaar, was Terby als amateurastronoom begonnen met het observeren en het noteren van de posities van de satellieten van Jupiter maar vanaf 1864 richtte hij zich tot Mars dat tot het einde van zijn leven zijn geliefkoosd waarnemingsobject zou blijven. Zijn bijdragen werden regelmatig gepubliceerd in het bulletin van de Koninklijke Academie van België.
In 1873 publiceerde Terby de onuitgegeven marswaarnemingen van de Duitse astronoom Johann Hieronymus Schröter. Het ging over tien manuscripten over de periode 1785-1803 die hij had gebundeld. Zijn belangrijkste werk Aérographie schreef Terby twee jaar later. Het was een vergelijkende studie van alle Marswaarnemingen die waren verricht tussen 1636 en 1873. Volgens Terby waren de donkere vlekken op de planeet permanente structuren die in hun detail veranderingen ondergingen. Met dit werk kreeg hij internationaal aanzien als Marskenner. In een nota uit 1881 verdedigde Terby de zogenaamde marskanalen die waren geobserveerd door de Italiaanse astronoom Giovanni Schiaparelli. Later bleek het om gezichtsbedrog te gaan. 
Tussen 1885 en 1893 publiceerde hij eveneens drie grote verhandelingen over zijn waarnemingen betreffende de planeet Jupiter.
Ruim twintig jaar had Terby zijn waarnemingen verricht met een kleine refractor maar in 1885 kocht hij zich in Ierland een professionele installatie waarvoor hij een koepel liet aanbrengen op het dak van zijn woning. De laatste jaren van zijn leven diende hij zich wegens zijn zwakke gezondheid te laten bijstaan door zijn dochters Jeanne en Marie die de publicaties van zijn waarnemingen vanaf 1907 van hem overnamen. Terby stierf in 1911 op 64-jarige leeftijd in zijn woonplaats Leuven.

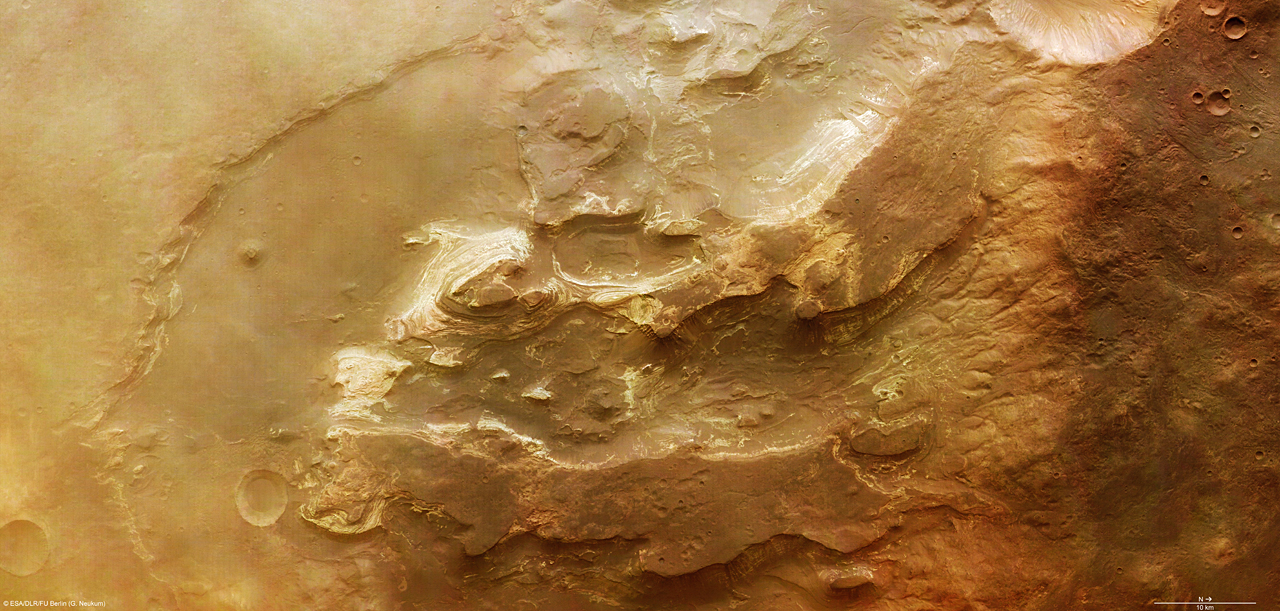
Krater Terby op Mars

Terby werd in 1891 verkozen tot lid van de Koninklijke Academie van België nadat hij er twee jaar eerder al corresponderend lid was geworden. Hij was eveneens lid van de Royal Astronomical Society en de British Astronomical Association. De marskrater Terby werd in 1973 naar hem vernoemd.

## Publicaties (selectie)
Naast de vele artikels in binnen- en buitenlandse tijdschriften publiceerde hij onder meer:
- Areographische Fragmente. Manuscrit et dessins originaux et inédits de l'astronome J. H. Schroeter, de Lilienthal, 1873
- Aréographie ou étude comparative des observations faites sur l'aspect physique de la planète Mars depuis Fontana (1656) jusqu'à nos jours (1873), 1875 (met een uitbreiding in 1877)
- Mémoire à l'appui des remarquables observations de M. Schiaparelli sur la planète Mars, 1881
- Études sur l'aspect physique de la planète Jupiter. Description des dessins exécutés à Louvain (3 delen), 1885, 1888 en 1893
- Ensemble des observations physiques de la planète  Mars, faites à Louvain en 1888, 1889